# Inini
Inini (in francese Territoire de l'Inini) è stato un territorio francese in Sud America, costituito dalle terre interne rispetto alla fascia costiera della Guyana francese, esistito dal 6 luglio 1930 al 19 marzo 1946, la cui capitale era Saint-Élie. Prende il nome dal fiume omonimo, affluente del Maroni.
Si tratta di una zona molto scarsamente popolata: si calcola che avesse circa 3 000 abitanti nel 1930. Nel 2006 non raggiungeva i 5 000 abitanti.
Venne creato con l'intento di sviluppare l'interno in modo separato dall'area costiera attorno a Caienna; a tal scopo si cercò di costruire una ferrovia utilizzando circa 500 Annamiti presi prigionieri durante le rivolte antifrancesi in Indocina. Tuttavia, il progetto non si concretizzò, tanto che tuttora l'ex capitale non ha vie di comunicazione terrestri.
La legge n° 46-451 del 19 marzo 1946, creò il dipartimento della Guyana francese, inglobando di fatto il territorio entro quest'ultima.
La legge n° 51-1098 del 14 settembre 1951 ricreò il territorio dell'Inini come arrondissement de l'Inini, che fu soppresso con il decreto n° 69-261 del 17 marzo 1969.

## Francobolli
Durante l'esistenza del Territorio dell'Inini, i francobolli della Guyana Francese vennero sovrastampati con la scritta "TERRITOIRE DE L'ININI" (con varie modifiche grafiche), con il principale obiettivo di incamerare introiti dalla vendita ai collezionisti, dato che la popolazione residente era scarsa ed in massima parte analfabeta.
Nonostante la loro diffusione limitata, tali francobolli si possono tuttora trovare a prezzi contenuti.